# Американский импрессионизм
Американский импрессионизм (англ. American Impressionism) — стиль живописи (импрессионизм) в художественном искусстве Соединённых Штатов Америки в конце XIX и начале XX веков.

## История
Импрессионизм, как художественный стиль, сформировался во Франции в 1860-х годах. В США (Бостоне, Нью-Йорке и других крупных городах) проводились выставки французских импрессионистов и этот стиль стал известен американской публике. Многие американские художники-импрессионисты обучались во Франции, в частности в Академиях Жюлиана и Коларосси, где их учителями были маститые живописцы Франции.
С 1890-х по 1910-е годы американский импрессионизм развивался в художественных колониях слабо связанных между собой групп художников, которые жили и работали вместе, разделяя общее эстетическое видение окружающего мира. Такие арт-колонии, как правило, образовывались в небольших городках, находящихся в живописных местах, что обеспечивало импрессионистам обильные темы  для их работ. В крупных городах, в которые было относительно легко добраться, художники проводили свои выставки и продавали работы. 
Среди облюбованных импрессионистами мест были арт-колонии в местечках Кос Коб и Олд-Лайм, штат Коннектикут (обе - рядом с проливом Лонг-Айленд); Нью-Хоуп в штате Пенсильвания на реке Делавэр; округ Браун в Индиане. Американский импрессионизм также развивался в Калифорнии в Carmel-by-the-Sea и Лагуна-Бич; в Нью-Йорке на Лонг-Айленде (во многом благодаря влиянию Уильяма Чейза) и в Бостоне, где работали выдающиеся художники Эдмунд Тарбелл и Фрэнк Бенсон.
Некоторые арт-колонии оставались центрами импрессионистского искусства по 1920-е годы. Но этот стиль стал сходить на нет после выставки современного искусства в 1913 году в Нью-Йорке с названием «Арсенальная выставка», где появились первые работы авангардизма и абстракционизма. Первая мировая война и позже последовавшая Великая депрессия - стали закатом импрессионизма в Соединённых Штатах. Тем не менее, это направление имело большое значение в живописи США - в нём работали выдающиеся американские художники, создавшие большое количество работ, которые находятся во многих музеях США.

## Известные представители
| - Адамс, Джон Оттис - Банди, Джон - Банкер, Деннис - Барнетт, Томас - Батлер, Теодор - Бейкер, Джордж - Бенделл, Мэрилин - Бенсон, Фрэнк - Бертельсен, Йоханн - Бил, Рейнольдс - Браун, Матильда - Брек, Джон Лесли - Брэндон, Уоррен - Бэкон, Люси - Вахтель, Марион - Вахтель, Элмер - Волкерт, Эдвард - Воннох, Роберт Уильям | - Вурхис, Кларк - Гарбер, Даниэль - Гассам, Чайльд - Гилберт, Артур Хилл - Грисен, Эдмунд - Грулл, Ричард - Гэмбл, Джон Маршалл - Де Камп, Джозеф Родефер - Дьюинг, Томас Уилмер - Дюмон, Фрэнк - Ирвайн, Уилсон - Йеркс, Мэри - Кассат, Мэри - Клайч, Джозеф - Кларк, Элсон - Корнойер, Пол - Крехбил, Альберт Генри - Купер, Колин Кэмпбелл | - Кэлин, Чарльз - Латроп, Уильям - Левер, Хэйли - Майгатт, Робертсон - Молярский, Абрам - Меткалф, Уиллард - Нойес, Джордж - Нудершер, Фрэнк - Ондердонк, Джулиан - Охтман, Леонард - Пейн, Эдгар - Перри, Лила Кэбот - Потхаст, Эдуард Генри - Пук, Карл Рудольф - Пэкстон, Уильям - Редфилд, Эдвард - Рид, Роберт - Робинсон, Теодор | - Роуз, Ги - Сарджент, Джон Сингер - Серисава, Сиува - Симмонс, Эдвард - Сойер, Пол - Соттер, Джордж - Старк, Отто - Стил, Теодор Клемент - Стэнли, Анна Хантингтон - Тарбелл, Эдмунд - Твахтман, Джон Генри - Уир, Джулиан Олден - Уистлер, Джеймс Эббот - Фриске, Фридрих Карл - Хиллс, Анна - Чейз, Уильям - Эннекинг, Джон |

## Галерея работ
- Американские импрессионисты
- Джон Адамс,
 Iridescence of a Shallow Stream, 1902
- Джон Банди, 
Autumn Tones, 1909
- Люси Бэкон,
 Garden Landscape, 1894-1896
- Джордж Бейкер,
 Apple Blossoms, 1916
- Фрэнк Бенсон,
 Eleanor and Benny, 1916
- Джон Брек,
 Garden at Giverny, 1887
- Теодор Батлер,
 School House under Snow, 1903
- Роберт Воннох,
 Apple Bloom, 1903
- Чайльд Гассам,
 April (The Green Gown), 1920
- Джозеф Де Камп,
 Mrs. Ernest Major, 1902-1903
- Томас Дьюинг,
 The Days, 1887
- Мэри Кассат,
 Cup of Tea, 1880
- Пол Корнойер,
 Summer Garden, Gloucester, 1910
- Уиллард Меткалф,
 Autumn Roadside, 1918
- Лила Перри,
 Haystacks, Giverny, 1896
- Эдуард Потхаст,
 The Balloon Vendor, 1910
- Роберт Рид, 
The Trio, 1898
- Теодор Робинсон,
 La Roche Guyon, 1891
- Ги Роуз,
 The Oak, 1916
- Джон Сарджент,
 Paul Helleu Sketching with his wife, 1889